# Lajes Pintadas
Lajes Pintadas är en kommun i Brasilien.   Den ligger i delstaten Rio Grande do Norte, i den östra delen av landet, 1 700 km nordost om huvudstaden Brasília. Antalet invånare är 4 614.
Omgivningarna runt Lajes Pintadas är huvudsakligen savann. Runt Lajes Pintadas är det ganska glesbefolkat, med 48 invånare per kvadratkilometer.